# Copiapoa dealbata
Copiapoa dealbata ist eine Pflanzenart aus der Gattung Copiapoa in der Familie der Kakteengewächse (Cactaceae). Das Artepitheton dealbata stammt aus dem Lateinischen und bedeutet ‚geweißt‘.

## Beschreibung
Copiapoa dealbata wächst stark von der Basis her verzweigend und dichte Polster bildend, die bis zu ein Meter hoch und bis zu zwei Meter im Durchmesser groß werden. Die kugeligen bis kurz zylindrischen Triebe sind grau und messen 6 bis 16 Zentimeter im Durchmesser. Die 15 bis 33 Rippen verschmälern zwischen den Areolen. Die geraden, steif nadeligen Dornen sind schwarz. Es werden ein Mitteldorn mit zwei bis fünf Zentimeter Länge (manchmal auch fehlend) und ein bis sieben Randdornen unterschieden.
Die gelben Blüten sind 2,8 bis 3,5 Zentimeter lang. Die grünlich roten Früchte sind mit wenig Schuppen besetzt.

## Verbreitung, Systematik und Gefährdung
Copiapoa dealbata ist in Chile in der Region Atacama nördlich und südlich von Carrizal Bajo küstennah verbreitet.
Die Erstbeschreibung erfolgte 1959 durch Friedrich Ritter. Nomenklatorische Synonyme sind Copiapoa cinerea var. dealbata (F.Ritter) Backeb. (1962) und Copiapoa cinerea subsp. dealbata (F.Ritter) Slaba (1997).
In der Roten Liste gefährdeter Arten der IUCN wird die Art als „Least Concern (LC)“, d. h. als nicht gefährdet geführt.

## Nachweise